# Okenia
Okenia Menke, 1830 è un genere di molluschi nudibranchi della famiglia Goniodorididae.

## Tassonomia
Il genere comprende le seguenti specie:
- Okenia academica Camacho-Garcia & Gosliner, 2004
- Okenia africana Edmunds, 2009
- Okenia ameliae Ortea, Moro & Caballer, 2014
- Okenia amoenula (Bergh, 1907)
- Okenia angelensis Lance, 1966
- Okenia angelica Gosliner & Bertsch, 2004
- Okenia ascidicola M. P. Morse, 1972
- Okenia aspersa (Alder & Hancock, 1845)
- Okenia atkinsonorum Rudman, 2007
- Okenia barnardi Baba, 1937
- Okenia brunneomaculata Gosliner, 2004
- Okenia cochimi Gosliner & Bertsch, 2004
- Okenia cupella (Vogel & Schultz, 1970)
- Okenia digitata (Edmunds, 1966)
- Okenia distincta Baba, 1940
- Okenia echinata Baba, 1949
- Okenia elegans (Leuckart, 1828)
- Okenia eolida (Quoy & Gaimard, 1832)
- Okenia evelinae Er. Marcus, 1957
- Okenia felis Gosliner, 2010
- Okenia ghanensis Edmunds, 2009
- Okenia hallucigenia Rudman, 2004
- Okenia harastii Pola, Roldán & Padilla, 2014
- Okenia hiroi (Baba, 1938)
- Okenia hispanica Valdés & Ortea, 1995
- Okenia impexa Er. Marcus, 1957
- Okenia japonica Baba, 1949
- Okenia kendi Gosliner, 2004
- Okenia kondoi (Hamatani, 2001)
- Okenia lambat Gosliner, 2004
- Okenia leachii (Alder & Hancock, 1854)
- Okenia liklik Gosliner, 2004

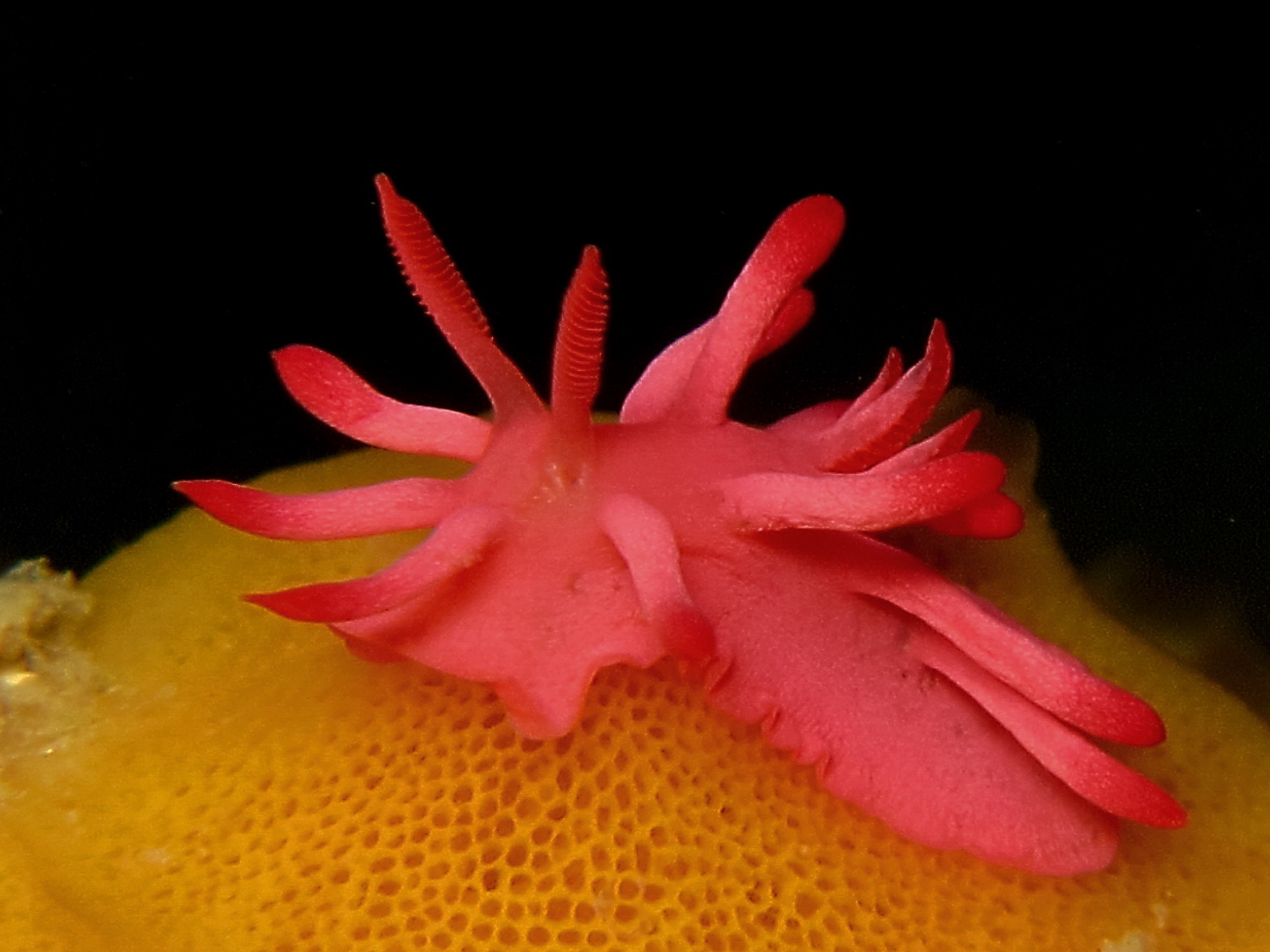
Okenia atkinsonorum

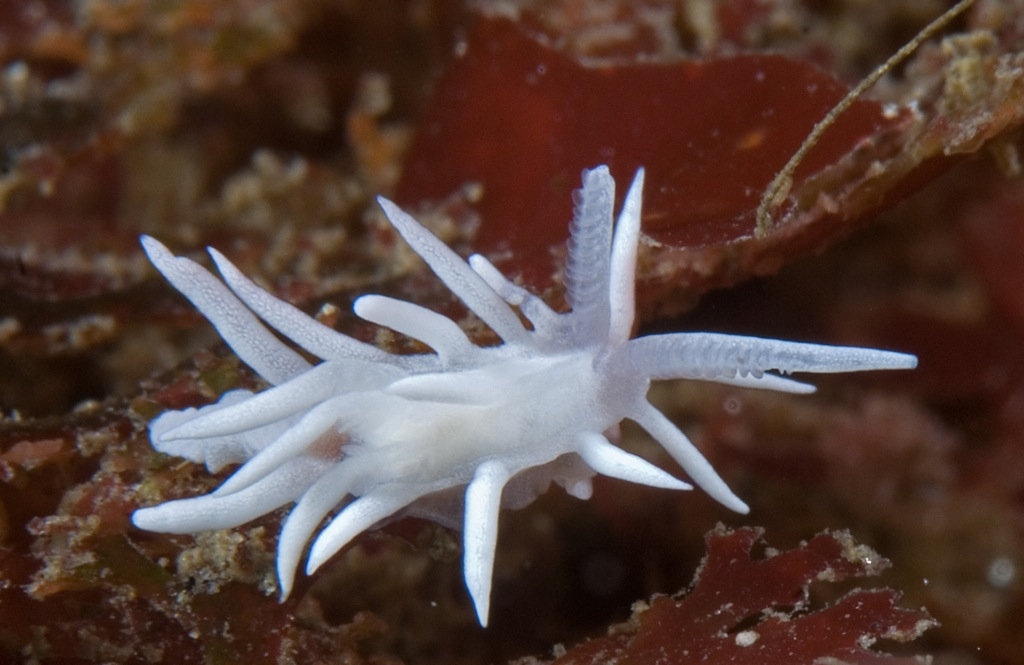
Okenia felis

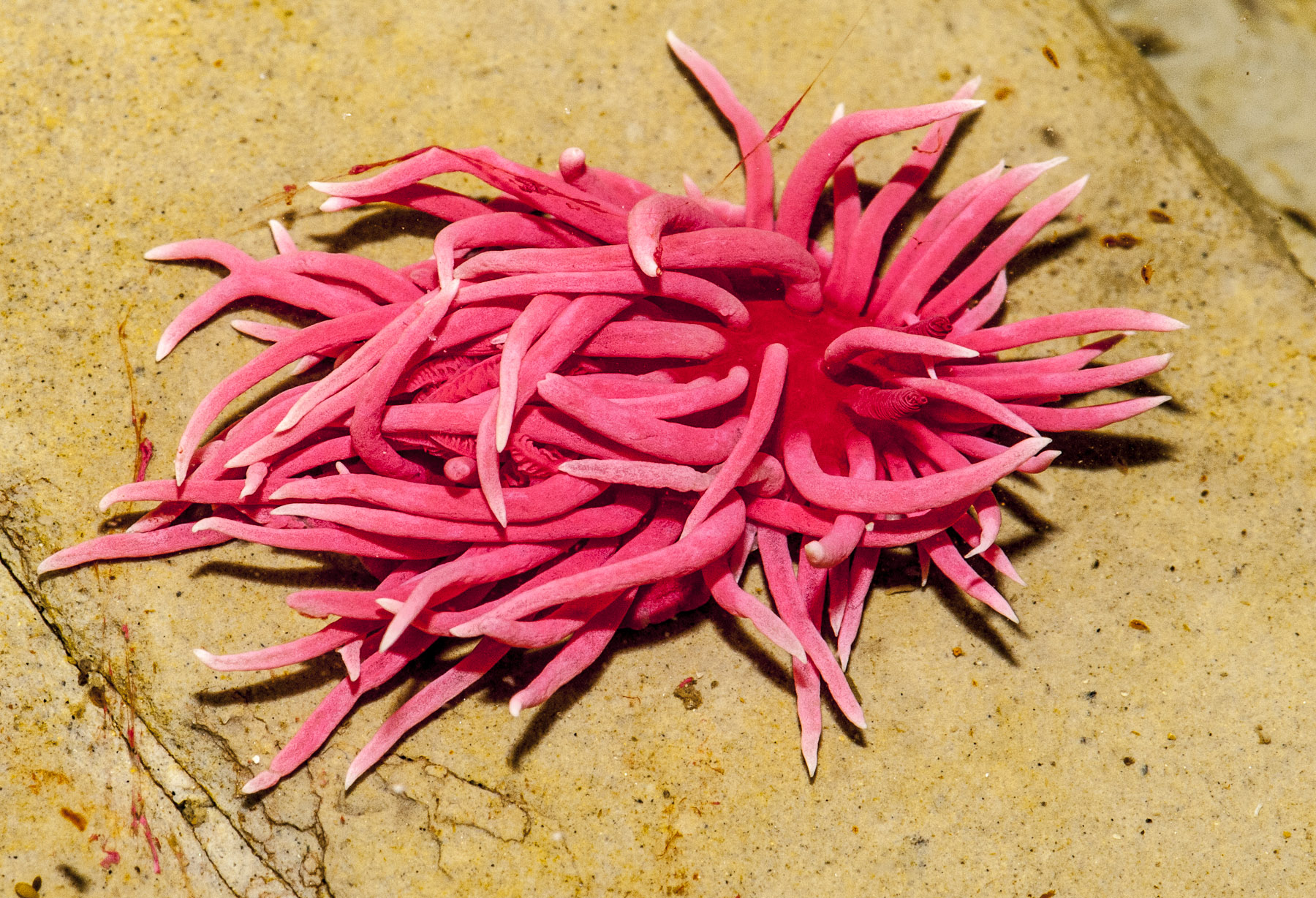
Okenia rosacea

- Okenia longiductis Pola, Paz-Sedano, Macali, Minchin, Marchini, Vitale, Licchelli & Crocetta, 2019
- Okenia luna Millen, Schrödl, Vargas & Indacochea, 1994
- Okenia mediterranea (Von Ihering, 1886)
- Okenia mellita Rudman, 2004
- Okenia mexicorum Gosliner & Bertsch, 2004
- Okenia mica Ortea & Moro, 2014
- Okenia mija Burn, 1967
- Okenia miramarae Ortea & Espinosa, 2000
- Okenia nakamotoensis (Hamatani, 2001)
- Okenia opuntia Baba, 1960
- Okenia pellucida Burn, 1967
- Okenia picoensis Paz-Sedano, Ortigosa & Pola, 2017
- Okenia pilosa (Bouchet & Ortea, 1983)
- Okenia plana Baba, 1960
- Okenia polycerelloides (Ortea & Bouchet, 1983)
- Okenia problematica Pola, Paz-Sedano, Macali, Minchin, Marchini, Vitale, Licchelli & Crocetta, 2019
- Okenia pulchella (Alder & Hancock, 1854)
- Okenia purpurata Rudman, 2004
- Okenia purpureolineata Gosliner, 2004
- Okenia rhinorma Rudman, 2007
- Okenia rosacea (MacFarland, 1905)
- Okenia sapelona Ev. Marcus & Er. Marcus, 1967
- Okenia stellata Rudman, 2004
- Okenia vancouverensis (O'Donoghue, 1921)
- Okenia vena Rudman, 2004
- Okenia virginiae Gosliner, 2004
- Okenia zoobotryon (Smallwood, 1910)